# Evaristo Calvo
Evaristo Calvo Valcárcel (La Coruña, Galicia, 1961) es un director y actor español.
Es parte del dúo cómico Mofa e Befa, que forma junto con el también actor Víctor Mosqueira.
En teatro ha encabezado el cartel de la obra Oeste solitario (2011), de Martin McDonagh.

## Trabajos
- 2007, Efectos secundarios (actor)
- 2006, Bechos raros (actor)
- 2005, O don da dúbida (actor)
- 2005, Hai que botalos (actor)
- 2004, A miña sogra e mais eu (actor)
- 2004, Máxima audiencia (actor)
- 2003, A Promesa (actor)
- 2002, Bobo Furcia (actor)
- 1999, ¿A ti como se che di adeus? (actor)
- 1999, Apaga a luz (actor y guionista)
- 1998, Mareas vivas (actor)
- 1998 - 2000, Manos a la obra (actor)
- 1997, Dame algo (actor)
- 1997, O cambio (actor)
- 1995, Pratos combinados (actor)
- 1995, Mofa e Befa en Gran liquidación (actor) (junto a Víctor Mosqueira)
- 1994, As xoias da Señora Bianconero (actor)
- 1994, A metade da vida (actor)
- 1993, Dame lume (actor)
- 1992, Cielito lindo (actor)
- 1991, Pesquisas: O caso das galiñas aforcadas (actor)